# Roger I (hrabia Maine)
Roger I (zm. 31 października 900) – hrabia Maine, założyciel drugiej dynastii z Maine, zwanej także dynastią Hugonidów. Jego pochodzenie jest nieznane, niektórzy przypuszczają, że jego przodkami byli hrabiowie Mans z rodu Robertyngów.
W 886 r. został hrabią Maine, z pominięciem prawowitego dziedzica hrabstwa, Gauzlina, który był zbyt młody aby odziedziczyć ważne strategicznie hrabstwo, zagrożone przez najazdy wikingów. Ok. 890 r. Roger poślubił Rotchildę (871 - 928/929), córkę króla Franków Zachodnich Karola II Łysego i Rychildy, córki Bivina de Gorze. Roger miał z nią syna i dwie córki:
- Hugon I (zm. ok. 950), hrabia Maine
- córka, żona Hugona Wielkiego, księcia Franków
- córka, opatka w Bouxières

Kiedy Gauzlin doszedł do lat sprawnych zaczął dążyć do odzyskania hrabstwa. Udało mu się uzyskać poparcie króla Odona i dzięki jego pomocy w 893 r. wypędził Rogera z Maine. Rogerowi udało się jednak odzyskać władzę w hrabstwie już w 895 r. Zmarł w roku 900 i jego potomkowie utrzymali się w hrabstwie.